# Santa María (Huila)
Santa María es un municipio colombiano ubicado en el noroccidente del departamento del Huila. Yace sobre las estribaciones de la cordillera central. Comprende la cuenca alta del río Baché y un sector de la cuenca alta del río Saldaña; drenando sus aguas al río Magdalena. Su extensión territorial es de 378 km², su altura es de 1320 m s. n. m. y su temperatura promedio es de 20 °C. Es conocido como Ejemplo de Organización Comunitaria.
Cuenta con una población de 11.744 habitantes de acuerdo con proyección del DANE para año 2019. Hace parte de la región SubNorte del departamento. Tiene bajo su jurisdicción el centro poblado: San Joaquín.

## Historia
Los primitivos pobladores de la región que hoy ocupa Santa María, fueron los PAECES (actualmente los Nasa) y PIJAOS. 
- Paeces: Es bien sabido y consta en diferentes crónicas que datan del período de la conquista, este pueblo estaba diseminado en la parte baja de la cordillera Central por la margen izquierda del Río Magdalena. El término BACHE nombre del río que recorre este municipio es de origen Chibcha familia a la que pertenecía la nación PAEZ ; por otra parte, los restos líticos y de cerámica encontrados en excavaciones hechas en diferentes sitios del territorio samario, concuerdan con lo conocido del pueblo Páez. Por el nombre del río, se deduce que la tribu que habitó esta región fue la BACHE, lo que en lengua Quechua significa Arroyo de Tierra.

- Pijaos: Pueblo aguerrido y guerrero que habitó en la cordillera desde Ibagué hasta el nevado del Huila. Son dos las situaciones que nos permiten ubicar casi con precisión la presencia de estos aborígenes en tierras de Santa María.

Como vemos, se refiere a la cordillera central, concretamente a la región comprendida entre La Plata y Órganos, este último sitio ubicado al Noreste de Santa María en territorio del Municipio de Neiva. La presencia en la mayoría de las lomas y faldas que conforman la topografía samaria, de pequeñas explanaciones equidistantes y concentradas, en lugares como la Honda (Vereda San Miguel) y el Encanto entre otros.

#### Fundación
El caserío de Santa María como tal, surge a partir del proceso de expansión de la frontera agrícola, inicialmente como ya se dijo con los cultivos ilegales para la época, de tabaco y anís y posteriormente con los cultivos de pan coger tales como plátano, yuca y la explotación del ganado vacuno. No se observa a lo largo de su proceso, una fundación formal, sin embargo, se pueden citar como actos de fundación los siguientes eventos:
Construcción de la capilla, 27 de abril de 1923
Apertura de los libros parroquiales, 16 de octubre de 1923, por el padre Antonio María Trujillo.
3.Bendición de la imagen de la Virgen del Carmen, entrada triunfal, toma de posesión de la capilla y consagración de todos los habitantes a la Santísima Virgen, en abril de 1929 en acto comunitario presidido por el Sacerdote Andrés Hermida.
Santa María inicia su vida administrativa como corregimiento en 1.940, dependiendo directamente de la Gobernación del Huila quien en cabeza del gobernador designaba el corregidor, generalmente según lo atestigua Don Arturo González Trujillo y la Señora Cecilia Polanía Cabrera, procedían de la capital del Departamento o de la cabecera Municipal de Palermo; estos funcionarios eran personas generalmente dedicados al servicio público y militantes de partido político del gobernante de turno.
Algunos de los corregidores terminaron radicándose definitivamente en Santa María, como fue el caso de Don Jesús María Polanía quien se convirtió en yerno de Don Santos Coronado, y de acuerdo al ya citado Don Arturo González, a la postre actor de primer orden en los acontecimientos del 8 de octubre de 1949, cuando se inicia el enfrentamiento directo entre los partidos conservador y liberal con las consecuencias que más adelante se detallan.
Entre las acciones más destacadas de los corregidores estaban las de atender las querellas entre los vecinos, los problemas de linderos y liderar actividades de desarrollo comunitario como mejoramiento de caminos y de las calles del naciente poblado, para lo cual contaba con la colaboración del Comisario quién utilizaba un bolillo , como único apoyo para cumplir con su función También en la época de la violencia el Corregidor era el encargado de organizar la defensa del poblado y hacer los correspondientes levantamientos de cadáveres. Según testimonio de Roberto Sáenz Perdomo, las decisiones administrativas del corregidor se hacían mediante Decreto que era promulgado precedido del toque de tambor (Bando) en la plaza pública.
Para la época en que se crea la Inspección de Policía de Santa María ya se cuenta con una población de más de dos mil habitantes y la comunidad está en proceso de consolidación de la organización comunitaria a partir de las Juntas de Acción Comunal. Este periodo corresponde a la fase final del periodo conocido como “de la violencia política” de los años cincuenta. La población está en proceso de continuo crecimiento por efecto de las migraciones de familias conservadoras, procedentes de Cundinamarca, Boyacá, Sur del Tolima y Nor Occidente del Valle, a la par con este fenómeno de poblamiento se da el desarrollo de la agricultura, especialmente el cultivo de la alverja y del café.
Santa María fue erigido Municipio por medio de la Ordenanza N° 006 del 26 de noviembre de 1965, cuyo principal ponente fue el diputado oporapeño Manuel Salvador Molina, según acta N° 22 del 9 de noviembre de 1965, de la Honorable Asamblea Departamental; en este empeño, se destacaron por su dedicación y capacidad de gestión los siguientes personalidades Samarias: El Presbítero Arcenio Carvajal, Roberto Sáenz, Luís Andrade y Alfonso Vega, quienes lideraron el proceso que permitió allegar la documentación necesaria para la elaboración del correspondiente proyecto de ordenanza.
Este nuevo período de la vida institucional de Santa María, se caracteriza entre otras situaciones por la polarización de la comunidad Samaria alrededor de los dos grupos conservadores de mayor representatividad, Alvaristas y Pastranistas ; quienes en cabeza de sus representantes, jefes de Directorio y concejales Municipales en muchas oportunidades, dadas sus posiciones radicales, llegaron a limitar la gobernabilidad del Municipio; esto se refleja entre otras cosas, en los tiempos de desempeño de los alcaldes, que como se puede observar en el listado siguiente, la gran mayoría de alcaldes que se desempeñaron antes de la elección popular, no alcanzaron a cumplir un año y medio al frente de los destinos del Municipio.

## Economía
Su economía se basa en el sector agrícola, destacándose la producción del café, frijol y frutales (especialmente el aguacate). Además la extracción y comercialización minera de calizas, gravas, arenas y la manufactura de ladrillos y derivados son renglones importantes para el sector productivo del municipio.